# ブルックリンのニューヨーク市地下鉄駅の一覧

現在のニューヨーク市地下鉄路線網。ブルックリン区は地図の中央下側にあたる。

ニューヨーク市地下鉄はアメリカ合衆国ニューヨーク市の5つの行政区のうちブロンクス区、ブルックリン区、マンハッタン区、そしてクイーンズ区を走る地下鉄システムである。メトロポリタン・トランスポーテーション・オーソリティ（MTA）の下部組織であるニューヨークシティー・トランジット・オーソリティーによって運営されており、アメリカ合衆国で最も利用客の多い地下鉄であり世界で4番目に利用客の多い地下鉄である。1日あたりの乗客数は522万5000人である。総駅数は469で、世界一駅数の多い地下鉄となっている。
1940年に3つの地下鉄会社、インターボロー・ラピッド・トランジット（IRT）、ブルックリン・マンハッタン・トランジット（BMT）、そしてインディペンデント・サブウェイ・システム（IND）が合併し、現在のニューヨーク市地下鉄となった。ブルックリン区内には各社の路線が通っている。

## 詳細
ブルックリンにはニューヨーク市地下鉄駅が170駅（ブルックリンとクイーンズに跨がっている75丁目-エルダーツ・レーン駅を含めると171駅）存在する。複数のホームを持つ乗換駅を1駅と数えると157駅になる。
- BMT高架線
- 路線敷設権 特許区間
  - BMTフランクリン・アベニュー線
  - BMTジャマイカ線
  - BMTカナーシー線
- BMTブライトン線
- IRTイースタン・パークウェイ線
- BMTジャマイカ線
- BMTマートル・アベニュー線
- BMT4番街線
- BMTシー・ビーチ線
- BMTウェスト・エンド線
- BMT/INDカルバー線
- IRTブロードウェイ-7番街線
- IRTノストランド・アベニュー線
- IRTニューロッツ線
- IND8番街線
- INDブルックリン（カルバー）線
- INDクロスタウン線
- INDフルトン・ストリート線
- IND6番街線

## 路線と運行系統
MTAの公式の数え方では、ブルックリンには170駅が存在する。そのうち、22駅がエクスプレス（急行）かつローカル（各停）の駅である。10駅ある複合駅を1駅と数えると、157駅になる。以下の表では、色付きの路線は基幹路線を表す。その色は運行系統の丸または菱形のラベルの色と一致する。開業年月日はその路線のプラットホームの最初の区間が開業した年月日を記す。ディビジョンは現行のディビジョンの次に括弧でくくって以前のディビジョンを記載する。
| ディビジョン | 路線                       | 運行系統    | ブルックリンの駅 | 開業年月日     | ブルックリンより先の進路 |
| ------------ | -------------------------- | ----------- | --- | -------------- | ------------------------ |
| B (BMT)      | 4番街線                    | D N R       | 16（3駅はエクスプレスかつローカル駅、4駅は複合駅の一部、1駅はブライトン線と共用） | 1915年6月22日  | マンハッタン             |
| B (IND)      | 6番街線                    | F           | 1 | 1936年4月9日   | マンハッタン             |
| B (IND)      | 8番街線                    | A C         | 1 | 1933年2月1日   | マンハッタン             |
| B (BMT)      | ブライトン線               | B Q         | 20（6駅はエクスプレスかつローカル駅（1駅はフランクリン・アベニュー線と共用）、1駅は複合駅の一部、1駅は4番街線と共用、1駅はカルバー線と共用、1駅はカルバー線・シー・ビーチ線・ウェスト・エンド線と共用） | 1878年7月2日   | マンハッタン             |
| A (IRT)      | ブロードウェイ-7番街線     | 2 3         | 2（1駅は複合駅の一部） | 1919年4月15日  | マンハッタン             |
| B (BMT)      | カナーシー線               | L           | 19（3駅は複合駅の一部） | 1906年7月28日  | マンハッタン             |
| B (IND)      | クロスタウン線             | G           | 11（1駅は複合駅の一部、1駅はフルトン・ストリート線と共用） | 1933年8月19日  | クイーンズ               |
| B (IND)      | カルバー線                 | F G         | 21（2駅は複合駅の一部、1駅はフルトン・ストリート線、1駅はブライトン線、1駅はブライトン線・シー・ビーチ線・ウェスト・エンド線と共用）                                                                    | 1919年3月16日  | 区内のみ                 |
| A (IRT)      | イースタン・パークウェイ線 | 2 3 4 5     | 11（4駅はエクスプレスかつローカル駅、3駅は複合駅の一部） | 1908年1月9日   | マンハッタン             |
| B (BMT)      | フランクリン・アベニュー線 | S           | 4（2駅は複合駅の一部、1駅はブライトン線と共用） | 1878年8月18日  | 区内のみ                 |
| B (IND)      | フルトン・ストリート線     | A C         | 16 (5駅はエクスプレスかつローカル駅、3駅は複合駅の一部、1駅はカルバー線と共用、1駅はクロスタウン線と共用）                                                                                              | 1936年4月9日   | クイーンズ               |
| B (BMT)      | ジャマイカ線               | J M Z       | 16（4駅はエクスプレスかつローカル駅、1駅は複合駅の一部） | 1888年6月25日  | マンハッタン、クイーンズ |
| B (BMT)      | マートル・アベニュー線     | M           | 3（1駅は複合駅の一部） | 1888年4月10日  | クイーンズ               |
| A (IRT)      | ニューロッツ線             | 3 4 [ ^ 2 ] | 7 | 1920年11月22日 | 区内のみ                 |
| A (IRT)      | ノストランド・アベニュー線 | 2 5         | 7 | 1920年8月23日  | 区内のみ                 |
| B (BMT)      | シー・ビーチ線             |             | 10（1駅は複合駅の一部、1駅はブライトン線・カルバー線・ウェスト・エンド線と共用） | 1915年6月22日  | 区内のみ                 |
| B (BMT)      | ウェスト・エンド線         | D           | 13（1駅は複合駅の一部、1駅はブライトン線・カルバー線・シー・ビーチ線と共用） | 1916年6月24日  | 区内のみ                 |

## 駅一覧
完全に廃止・撤去・解体された駅はリストに含めていない。95丁目駅は「ベイ・リッジ-95丁目駅」としてリストアップしている。
| 凡例                                                    | 凡例                                     |
| ------------------------------------------------------- | ---------------------------------------- |
| Stops all times                                         | 終日停車                                 |
| Stops all times except late nights                      | 深夜を除き終日停車                       |
| Stops late nights only                                  | 深夜のみ停車                             |
| Stops weekdays only                                     | 平日のみ停車                             |
| Stops all times except rush hours in the peak direction | ラッシュ時混雑方向以外の終日停車         |
| Stops daily except rush hours in the peak direction     | 平日のラッシュ時の混雑方向を除く終日停車 |
| Stops rush hours only                                   | ラッシュ時のみ停車                       |
| Stops rush hours in peak direction only                 | ラッシュ時の混雑方向のみ停車             |
| 時間帯詳細                                              |                                          |

| *                       | ステーション・コンプレックス（複合駅）を形成する駅                                                                          |
| **                      | 緩行線と急行線間または同一路線の運行系統間の乗換駅のターミナル；上述の複合駅の一部でもあり得る                              |
| ***                     | 複数階または隣接プラットホームで別の路線への乗り換えができる駅。MTAはこれらのプラットホームは同一駅としてカウントしている。 |
| †                       | 運行系統のターミナル駅 |
| *†, **† または ***†     | 乗換およびターミナル駅 |
| ‡                       | ブルックリン内での最終駅。以降はブロンクス、マンハッタン、またはクイーンズに入る。                                          |
| *‡, **‡, または ***‡    | ブルックリン内での最終駅かつ乗換駅                                                                                          |
| *†‡, **†‡, または ***†‡ | ブルックリン内での最終駅、乗換駅、かつターミナル駅                                                                          |
| バリアフリー・アクセス  | 障害を持つアメリカ人法準拠の障害者対応駅                                                                                    |
| (N) または (S)          | 障害者対応駅であるが、北行または南行のみ対応の駅                                                                            |

| 駅                                                        | バリアフリー・アクセス | ディヴィジョン | 路線                                                         | 運行系統    | 開業年月日     |
| --------------------------------------------------------- | ---------------------- | -------------- | ------------------------------------------------------------ | ----------- | -------------- |
| 4番街駅 *                                                 | 1                      | B (IND)        | カルバー線                                                   | F G         | 1933年10月7日  |
| 7番街駅                                                   | 1                      | B (BMT)        | ブライトン線                                                 | B Q         | 1920年8月1日   |
| 7番街駅                                                   | 1                      | B (IND)        | カルバー線                                                   | F <F> G     | 1933年10月7日  |
| 8番街駅                                                   | 1                      | B (BMT)        | シー・ビーチ線                                               | N W         | 1915年6月22日  |
| 9番街駅                                                   | 1                      | B (BMT)        | ウェスト・エンド線                                           | D           | 1916年6月24日  |
| 9丁目駅 *                                                 | 1                      | B (BMT)        | 4番街線                                                      | D N R W     | 1915年6月22日  |
| 15丁目-プロスペクト・パーク駅                             | 1                      | B (IND)        | カルバー線                                                   | F G         | 1933年10月7日  |
| 18番街駅                                                  | 1                      | B (IND)        | カルバー線                                                   | F <F>       | 1919年3月16日  |
| 18番街駅                                                  | 1                      | B (BMT)        | シー・ビーチ線                                               | N W         | 1915年6月22日  |
| 18番街駅                                                  | 1                      | B (BMT)        | ウェスト・エンド線                                           | D           | 1916年6月24日  |
| 20番街駅                                                  | 1                      | B (BMT)        | シー・ビーチ線                                               | N W         | 1915年6月22日  |
| 20番街駅                                                  | 1                      | B (BMT)        | ウェスト・エンド線                                           | D           | 1916年6月29日  |
| 25番街駅                                                  | 1                      | B (BMT)        | ウェスト・エンド線                                           | D           | 1916年6月29日  |
| 25丁目駅                                                  | 1                      | B (BMT)        | 4番街線                                                      | D N R W     | 1915年6月22日  |
| 36丁目駅 **                                               | 1                      | B (BMT)        | 4番街線                                                      | D N R       | 1915年6月22日  |
| 45丁目駅                                                  | 1                      | B (BMT)        | 4番街線                                                      | N R W       | 1915年6月22日  |
| 50丁目駅                                                  | 1                      | B (BMT)        | ウェスト・エンド線                                           | D           | 1916年6月24日  |
| 53丁目駅                                                  | 1                      | B (BMT)        | 4番街線                                                      | N R W       | 1915年6月22日  |
| 55丁目駅                                                  | 1                      | B (BMT)        | ウェスト・エンド線                                           | D           | 1916年6月24日  |
| 59丁目駅 **                                               | 1                      | B (BMT)        | 4番街線                                                      | N R W       | 1915年6月22日  |
| 62丁目駅 *                                                | 1                      | B (BMT)        | ウェスト・エンド線                                           | D           | 1916年6月24日  |
| 71丁目駅                                                  | 1                      | B (BMT)        | ウェスト・エンド線                                           | D           | 1916年6月24日  |
| 77丁目駅                                                  | 1                      | B (BMT)        | 4番街線                                                      | R           | 1916年1月15日  |
| 79丁目駅                                                  | 1                      | B (BMT)        | ウェスト・エンド線                                           | D           | 1916年6月24日  |
| 86丁目駅                                                  | 1                      | B (BMT)        | 4番街線                                                      | R           | 1916年1月15日  |
| 86丁目駅                                                  | 1                      | B (BMT)        | シー・ビーチ線                                               | N W         | 1915年6月22日  |
| アラバマ・アベニュー駅                                    | 1                      | B (BMT)        | ジャマイカ線                                                 | J Z         | 1916年12月21日 |
| アトランティック・アベニュー駅                            | 1                      | B (BMT)        | カナーシー線                                                 | L           | 1906年12月28日 |
| アトランティック・アベニュー-バークレイズ・センター駅 *   | 0                      | B (BMT)        | ブライトン線                                                 | B Q         | 1920年8月1日   |
| アトランティック・アベニュー-バークレイズ・センター駅 **  | 0                      | A (IRT)        | イースタン・パークウェイ線                                   | 2 3 4 5     | 1908年5月1日   |
| アトランティック・アベニュー-バークレイズ・センター駅 **‡ | 0                      | B (BMT)        | 4番街線                                                      | D N R W     | 1915年6月22日  |
| アベニューH駅                                             | 1                      | B (BMT)        | ブライトン線                                                 | Q           | 1907年         |
| アベニューI駅                                             | 1                      | B (IND)        | カルバー線                                                   | F <F>       | 1919年3月16日  |
| アベニューJ駅                                             | 1                      | B (BMT)        | ブライトン線                                                 | Q           | 1907年         |
| アベニューM駅                                             | 1                      | B (BMT)        | ブライトン線                                                 | Q           | 1907年         |
| アベニューN駅                                             | 1                      | B (IND)        | カルバー線                                                   | F <F>       | 1919年3月16日  |
| アベニューP駅                                             | 1                      | B (IND)        | カルバー線                                                   | F <F>       | 1919年3月16日  |
| アベニューU駅                                             | 1                      | B (BMT)        | ブライトン線                                                 | Q           | 1907年         |
| アベニューU駅                                             | 1                      | B (IND)        | カルバー線                                                   | F <F>       | 1919年5月10日  |
| アベニューU駅                                             | 1                      | B (BMT)        | シー・ビーチ線                                               | N W         | 1915年6月22日  |
| アベニューX駅                                             | 1                      | B (IND)        | カルバー線                                                   | F <F>       | 1919年5月10日  |
| ベイ50丁目駅                                              | 1                      | B (BMT)        | ウェスト・エンド線                                           | D           | 1917年7月21日  |
| ベイ・パークウェイ駅                                      | 1                      | B (IND)        | カルバー線                                                   | F <F>       | 1919年3月16日  |
| ベイ・パークウェイ駅                                      | 1                      | B (BMT)        | シー・ビーチ線                                               | N W         | 1915年6月22日  |
| ベイ・パークウェイ駅                                      | 0                      | B (BMT)        | ウェスト・エンド線                                           | D           | 1916年6月29日  |
| ベイ・リッジ・アベニュー駅                                | 1                      | B (BMT)        | 4番街線                                                      | R           | 1916年1月15日  |
| ベイ・リッジ-95丁目駅 †                                   | 1                      | B (BMT)        | 4番街線                                                      | R           | 1925年10月31日 |
| ベッドフォード・アベニュー駅 ‡                            | 1                      | B (BMT)        | カナーシー線                                                 | L           | 1924年6月10日  |
| ベッドフォード-ノストランド・アベニュース駅               | 1                      | B (IND)        | クロスタウン線                                               | G           | 1937年7月1日   |
| バーゲン・ストリート駅                                    | 1                      | B (IND)        | カルバー線                                                   | F <F> G     | 1933年3月20日  |
| バーゲン・ストリート駅                                    | 1                      | A (IRT)        | イースタン・パークウェイ線                                   | 2 3 4       | 1920年10月10日 |
| ビバリー・ロード駅                                        | 1                      | B (BMT)        | ブライトン線                                                 | Q           | 1907年         |
| ビバリー・ロード駅                                        | 1                      | A (IRT)        | ノストランド・アベニュー線                                   | 2 5         | 1920年8月23日  |
| ボロー・ホール駅 *                                        | 0                      | A (IRT)        | ブロードウェイ-7番街線                                       | 2 3         | 1919年4月15日  |
| ボロー・ホール駅 *‡                                       | (N)                    | A (IRT)        | イースタン・パークウェイ線                                   | 4 5         | 1908年1月9日   |
| ボタニック・ガーデン駅 *                                  | 1                      | B (BMT)        | フランクリン・アベニュー線                                   | SF          | 1928年         |
| ブライトン・ビーチ駅 **†                                  | 1                      | B (BMT)        | ブライトン線                                                 | B Q         | 1917年4月22日  |
| ブロードウェイ駅                                          | 1                      | B (IND)        | クロスタウン線                                               | G           | 1937年7月1日   |
| ブロードウェイ・ジャンクション駅 *                        | 1                      | B (BMT)        | カナーシー線                                                 | L           | 1928年7月14日  |
| ブロードウェイ・ジャンクション駅 **                       | 1                      | B (IND)        | フルトン・ストリート線                                       | A C         | 1946年12月30日 |
| ブロードウェイ・ジャンクション駅 **                       | 1                      | B (BMT)        | ジャマイカ線                                                 | J Z         | 1916年12月21日 |
| ブッシュウィック・アベニュー-アバディーン・ストリート駅   | 1                      | B (BMT)        | カナーシー線                                                 | L           | 1928年7月14日  |
| カナーシー-ロッカウェイ・パークウェイ駅 †                 | 0                      | B (BMT)        | カナーシー線                                                 | L           | 1906年12月28日 |
| キャロル・ストリート駅                                    | 1                      | B (IND)        | カルバー線                                                   | F G         | 1933年10月7日  |
| セントラル・アベニュー駅                                  | 1                      | B (BMT)        | マートル・アベニュー線                                       | M           | 1914年7月29日  |
| チャウンシー・ストリート駅                                | 1                      | B (BMT)        | ジャマイカ線                                                 | J Z         | 1916年12月21日 |
| チャーチ・アベニュー駅 **                                 | 1                      | B (BMT)        | ブライトン線                                                 | B Q         | 1919年9月26日  |
| チャーチ・アベニュー駅 **†                                | 0                      | B (IND)        | カルバー線                                                   | F <F> G     | 1933年10月7日  |
| チャーチ・アベニュー駅                                    | 0                      | A (IRT)        | ノストランド・アベニュー線                                   | 2 5         | 1920年8月23日  |
| クラーク・ストリート駅 ‡                                  | 1                      | A (IRT)        | ブロードウェイ-7番街線                                       | 2 3         | 1919年4月15日  |
| クラッソン・アベニュー駅                                  | 1                      | B (IND)        | クロスタウン線                                               | G           | 1937年7月1日   |
| クリーブランド・ストリート駅                              | 1                      | B (BMT)        | ジャマイカ線                                                 | J           | 1893年5月30日  |
| クリントン-ワシントン・アベニュース駅                     | 1                      | B (IND)        | クロスタウン線                                               | G           | 1937年7月1日   |
| クリントン-ワシントン・アベニュース駅                     | 1                      | B (IND)        | フルトン・ストリート線                                       | A C         | 1936年4月9日   |
| コニー・アイランド-スティルウェル・アベニュー駅 ***†      | 0                      | B (BMT, IND)   | ブライトン線、カルバー線、シー・ビーチ線、ウェスト・エンド線 | D F <F> N Q | 1915年6月22日  |
| コーテルユー・ロード駅                                    | 1                      | B (BMT)        | ブライトン線                                                 | Q           | 1907年         |
| コート・ストリート駅 *‡                                   | 1                      | B (BMT)        | 4番街線                                                      | N R W       | 1920年8月1日   |
| クレセント・ストリート駅 **                               | 1                      | B (BMT)        | ジャマイカ線                                                 | J Z         | 1893年5月30日  |
| クラウン・ハイツ-ユーティカ・アベニュー駅 **†             | 0                      | A (IRT)        | イースタン・パークウェイ線                                   | 2 3 4 5     | 1920年8月23日  |
| サイプレス・ヒルズ駅 ‡                                    | 1                      | B (BMT)        | ジャマイカ線                                                 | J           | 1917年5月28日  |
| ディカルブ・アベニュー駅 ***‡                             | 0                      | B (BMT)        | 4番街線、ブライトン線                                        | B D N Q R W | 1915年6月22日  |
| ディカルブ・アベニュー駅                                  | 1                      | B (BMT)        | カナーシー線                                                 | L           | 1928年7月14日  |
| ディトマス・アベニュー駅                                  | 1                      | B (IND)        | カルバー線                                                   | F <F>       | 1919年3月16日  |
| 東105丁目駅                                               | 1                      | B (BMT)        | カナーシー線                                                 | L           | 1906年12月28日 |
| イースタン・パークウェイ-ブルックリン美術館駅             | 1                      | A (IRT)        | イースタン・パークウェイ線                                   | 2 3 4       | 1920年10月10日 |
| ユークリッド・アベニュー駅 **†                            | 0                      | B (IND)        | フルトン・ストリート線                                       | A C         | 1948年11月28日 |
| フラットブッシュ・アベニュー-ブルックリン・カレッジ駅 †   | 0                      | A (IRT)        | ノストランド・アベニュー線                                   | 2 5         | 1920年8月23日  |
| フラッシング・アベニュー駅                                | 1                      | B (IND)        | クロスタウン線                                               | G           | 1937年7月1日   |
| フラッシング・アベニュー駅                                | 0                      | B (BMT)        | ジャマイカ線                                                 | J M         | 1916年1月17日  |
| フォート・ハミルトン・パークウェイ駅                      | 1                      | B (IND)        | カルバー線                                                   | F G         | 1933年10月7日  |
| フォート・ハミルトン・パークウェイ駅                      | 1                      | B (BMT)        | シー・ビーチ線                                               | N W         | 1915年6月22日  |
| フォート・ハミルトン・パークウェイ駅                      | 1                      | B (BMT)        | ウェスト・エンド線                                           | D           | 1916年6月24日  |
| フランクリン・アベニュー駅 *                              | 1                      | A (IRT)        | イースタン・パークウェイ線                                   | 2 3 4 5     | 1920年8月23日  |
| フランクリン・アベニュー駅 *†                             | 0                      | B (BMT)        | フランクリン・アベニュー線                                   | SF          | 1896年8月15日  |
| フランクリン・アベニュー駅 *                              | 0                      | B (IND)        | フルトン・ストリート線                                       | A C         | 1936年4月9日   |
| フルトン・ストリート駅                                    | 1                      | B (IND)        | クロスタウン線                                               | G           | 1937年7月1日   |
| ゲイツ・アベニュー駅                                      | 1                      | B (BMT)        | ジャマイカ線                                                 | J Z         | 1916年12月21日 |
| グラハム・アベニュー駅                                    | 1                      | B (BMT)        | カナーシー線                                                 | L           | 1924年6月10日  |
| グランド・アーミー・プラザ駅                              | 1                      | A (IRT)        | イースタン・パークウェイ線                                   | 2 3 4       | 1920年10月10日 |
| グランド・ストリート駅                                    | 1                      | B (BMT)        | カナーシー線                                                 | L           | 1924年6月10日  |
| グラント・アベニュー駅 ‡                                  | 1                      | B (IND)        | フルトン・ストリート線                                       | A           | 1956年4月29日  |
| グリーンポイント・アベニュー駅 ‡                          | 1                      | B (IND)        | クロスタウン線                                               | G           | 1933年8月19日  |
| ホールジー・ストリート駅                                  | 1                      | B (BMT)        | カナーシー線                                                 | L           | 1928年7月14日  |
| ホールジー・ストリート駅                                  | 1                      | B (BMT)        | ジャマイカ線                                                 | J           | 1916年12月21日 |
| ヒューズ・ストリート駅                                    | 1                      | B (BMT)        | ジャマイカ線                                                 | J M         | 1916年1月17日  |
| ハイ・ストリート駅 ‡                                      | 1                      | B (IND)        | 8番街線                                                      | A C         | 1933年2月1日   |
| ホイト・ストリート駅                                      | 1                      | A (IRT)        | イースタン・パークウェイ線                                   | 2 3         | 1908年5月1日   |
| ホイト-スカーマーホーン・ストリーツ駅 ***                 | 1                      | B (IND)        | クロスタウン線、フルトン・ストリート線                       | A C G       | 1936年4月9日   |
| ジェイ・ストリート-メトロテック駅 ***                     | 0                      | B (IND)        | カルバー線、フルトン・ストリート線                           | A C F <F>   | 1933年2月1日   |
| ジェイ・ストリート-メトロテック駅 *                       | 0                      | B (BMT)        | 4番街線                                                      | N R W       | 1920年8月1日   |
| ジェファーソン・ストリート駅                              | 1                      | B (BMT)        | カナーシー線                                                 | L           | 1928年7月14日  |
| ジュニアス・ストリート駅                                  | 1                      | A (IRT)        | ニューロッツ線                                               | 2 3 4 5     | 1920年11月22日 |
| キングス・ハイウェイ駅 **                                 | 0                      | B (BMT)        | ブライトン線                                                 | B Q         | 1907年         |
| キングス・ハイウェイ駅 **†                                | 1                      | B (IND)        | カルバー線                                                   | F <F>       | 1919年3月16日  |
| キングス・ハイウェイ駅                                    | 1                      | B (BMT)        | シー・ビーチ線                                               | N W         | 1915年6月22日  |
| キングストン・アベニュー駅                                | 1                      | A (IRT)        | イースタン・パークウェイ線                                   | 2 3 4 5     | 1920年8月23日  |
| キングストン-スループ・アベニュース駅                     | 1                      | B (IND)        | フルトン・ストリート線                                       | A C         | 1936年4月9日   |
| ニッカーボッカー・アベニュー駅                            | 1                      | B (BMT)        | マートル・アベニュー線                                       | M           | 1918年7月1日   |
| コシチュシコ・ストリート駅                                | 1                      | B (BMT)        | ジャマイカ線                                                 | J           | 1916年12月21日 |
| ラファイエット・アベニュー駅                              | 1                      | B (IND)        | フルトン・ストリート線                                       | A C         | 1936年4月9日   |
| リバティ・アベニュー駅                                    | 1                      | B (IND)        | フルトン・ストリート線                                       | A C         | 1948年11月28日 |
| リヴォニア・アベニュー駅                                  | 1                      | B (BMT)        | カナーシー線                                                 | L           | 1906年12月28日 |
| ロリマー・ストリート駅 *                                  | 1                      | B (BMT)        | カナーシー線                                                 | L           | 1924年6月10日  |
| ロリマー・ストリート駅                                    | 1                      | B (BMT)        | ジャマイカ線                                                 | J M         | 1916年1月17日  |
| マーシー・アベニュー駅 ‡                                  | 0                      | B (BMT)        | ジャマイカ線                                                 | J M Z       | 1908年9月16日  |
| メトロポリタン・アベニュー駅 *                            | 1                      | B (IND)        | クロスタウン線                                               | G           | 1937年7月1日   |
| モントローズ・アベニュー駅                                | 1                      | B (BMT)        | カナーシー線                                                 | L           | 1924年6月10日  |
| モルガン・アベニュー駅                                    | 1                      | B (BMT)        | カナーシー線                                                 | L           | 1928年7月14日  |
| マートル・アベニュー駅 **†                                | 1                      | B (BMT)        | ジャマイカ線                                                 | J M Z       | 1916年1月17日  |
| マートル-ウィロビー・アベニュース駅                       | 1                      | B (IND)        | クロスタウン線                                               | G           | 1937年7月1日   |
| マートル-ワイコフ・アベニュース駅 *                       | 0                      | B (BMT)        | カナーシー線                                                 | L           | 1928年7月14日  |
| マートル-ワイコフ・アベニュース駅 *‡                      | 0                      | B (BMT)        | マートル・アベニュー線                                       | M           | 1915年2月22日  |
| ナッソー・アベニュー駅                                    | 1                      | B (IND)        | クロスタウン線                                               | G           | 1933年8月19日  |
| ネック・ロード駅                                          | 1                      | B (BMT)        | ブライトン線                                                 | Q           | 1907年         |
| ネプチューン・アベニュー駅                                | 1                      | B (IND)        | カルバー線                                                   | F <F>       | 1920年5月1日   |
| ネヴィンズ・ストリート駅 **                               | 1                      | A (IRT)        | イースタン・パークウェイ線                                   | 2 3 4 5     | 1908年5月1日   |
| ニューロッツ・アベニュー駅                                | 1                      | B (BMT)        | カナーシー線                                                 | L           | 1906年12月28日 |
| ニューロッツ・アベニュー駅 †                              | 1                      | A (IRT)        | ニューロッツ線                                               | 2 3 4 5     | 1922年10月16日 |
| ニュー・ユトレヒト・アベニュー駅 *                        | 1                      | B (BMT)        | シー・ビーチ線                                               | N W         | 1915年6月22日  |
| ニューカーク・アベニュー駅                                | 1                      | A (IRT)        | ノストランド・アベニュー線                                   | 2 5         | 1920年8月23日  |
| ノーウッド・アベニュー駅                                  | 1                      | B (BMT)        | ジャマイカ線                                                 | J Z         | 1893年6月30日  |
| ニューカーク・プラザ駅 **                                 | 1                      | B (BMT)        | ブライトン線                                                 | B Q         | 1907年         |
| ノストランド・アベニュー駅                                | 1                      | A (IRT)        | イースタン・パークウェイ線                                   | 2 3 4 5     | 1920年8月23日  |
| ノストランド・アベニュー駅 **                             | 1                      | B (IND)        | フルトン・ストリート線                                       | A C         | 1936年4月9日   |
| オーシャン・パークウェイ駅                                | 1                      | B (BMT)        | ブライトン線                                                 | Q           | 1917年4月22日  |
| パーク・プレイス駅                                        | 0                      | B (BMT)        | フランクリン・アベニュー線                                   | SF          | 1899年6月19日  |
| パークサイド・アベニュー駅                                | 1                      | B (BMT)        | ブライトン線                                                 | Q           | 1919年9月26日  |
| ペンシルベニア・アベニュー駅                              | 1                      | A (IRT)        | ニューロッツ線                                               | 2 3 4 5     | 1920年12月24日 |
| プレジデント・ストリート駅                                | 1                      | A (IRT)        | ノストランド・アベニュー線                                   | 2 5         | 1920年8月23日  |
| プロスペクト・アベニュー駅                                | 1                      | B (BMT)        | 4番街線                                                      | D N R W     | 1915年6月22日  |
| プロスペクト・パーク駅 ***†                               | 0                      | B (BMT)        | ブライトン線、フランクリン・アベニュー線                     | B Q SF      | 1919年9月26日  |
| ラルフ・アベニュー駅                                      | 1                      | B (IND)        | フルトン・ストリート線                                       | A C         | 1936年4月9日   |
| ロッカウェイ・アベニュー駅                                | 1                      | B (IND)        | フルトン・ストリート線                                       | A C         | 1936年4月9日   |
| ロッカウェイ・アベニュー駅                                | 1                      | A (IRT)        | ニューロッツ線                                               | 2 3 4 5     | 1920年11月22日 |
| サラトガ・アベニュー駅                                    | 1                      | A (IRT)        | ニューロッツ線                                               | 2 3 4 5     | 1920年11月22日 |
| シープスヘッド・ベイ駅 **                                 | 1                      | B (BMT)        | ブライトン線                                                 | B Q         | 1907年         |
| シェパード・アベニュー駅                                  | 1                      | B (IND)        | フルトン・ストリート線                                       | A C         | 1948年11月28日 |
| スミス・ストリート-9丁目駅                                | 1                      | B (IND)        | カルバー線                                                   | F G         | 1933年10月7日  |
| スターリング・ストリート駅                                | 1                      | A (IRT)        | ノストランド・アベニュー線                                   | 2 5         | 1920年8月23日  |
| サッター・アベニュー駅                                    | 1                      | B (BMT)        | カナーシー線                                                 | L           | 1906年12月28日 |
| サッター・アベニュー-ラトランド・ロード駅                 | 1                      | A (IRT)        | ニューロッツ線                                               | 2 3 4 5     | 1920年11月22日 |
| ユニオン・ストリート駅                                    | 1                      | B (BMT)        | 4番街線                                                      | D N R W     | 1915年6月22日  |
| ユーティカ・アベニュー駅 **                               | 1                      | B (IND)        | フルトン・ストリート線                                       | A C         | 1936年4月9日   |
| ヴァン・シックレン・アベニュー駅                          | 1                      | B (IND)        | フルトン・ストリート線                                       | A C         | 1948年11月28日 |
| ヴァン・シックレン・アベニュー駅                          | 1                      | B (BMT)        | ジャマイカ線                                                 | J Z         | 1885年12月3日  |
| ヴァン・シックレン・アベニュー駅                          | 1                      | A (IRT)        | ニューロッツ線                                               | 2 3 4 5     | 1922年10月16日 |
| 西8丁目-ニューヨーク水族館駅 ***                          | 1                      | B (BMT, IND)   | ブライトン線、カルバー線                                     | F <F> Q     | 1917年5月30日  |
| ウィルソン・アベニュー駅                                  | 1                      | B (BMT)        | カナーシー線                                                 | L           | 1928年7月14日  |
| ウィンスロップ・ストリート駅                              | 1                      | A (IRT)        | ノストランド・アベニュー線                                   | 2 5         | 1920年8月23日  |
| ヨーク・ストリート駅 ‡                                    | 1                      | B (IND)        | 6番街線                                                      | F <F>       | 1936年4月9日   |

## 註
1. ↑  J・Z系統の千鳥停車運転時には、「エクスプレスかつローカル駅」にはどちらの系統も停車する。ジャマイカ線の2駅が該当する。
2. ↑  2系統と5系統はラッシュ時に何本かIRTニューロッツ線内を運行する。
3. 1 2  4番街/9丁目駅にはホームが2組あるが、国際的に比較する場合は1駅と数える。
4. 1 2  ニュー・ユトレヒト・アベニュー/62丁目駅にはホームが2組あるが、国際的に比較する場合は1駅と数える。
5. 1 2 3  アトランティック・アベニュー-バークレイズ・センター駅にはホームが3組あるが、国際的に比較する際は1駅と数える。
6. ↑  IRTイースタン・パークウェイ線アトランティック・アベニュー-バークレイズ・センター駅は急行線用の島式ホームと緩行線用の相対式ホームが分かれている。緩行線・急行線の間はホーム下連絡通路を通って乗換可能であるが、ネヴィンズ・ストリート駅またはフランクリン・アベニュー駅で対面乗換する方が便利である。
7. 1 2 3  ボロー・ホール/コート・ストリート駅にはホームが3組あるが、国際的に比較する際は1駅と数える。
8. 1 2  フランクリン・アベニュー/ボタニック・ガーデン駅にはホームが2組あるが、国際的に比較する際は1駅と数える。
9. 1 2 3  ブロードウェイ・ジャンクション駅にはホームが3組あるが、国際的に比較する際は1駅と数える。
10. 1 2  フランクリン・アベニュー-フルトン・ストリート駅にはホームが2組あるが、国際的に比較する際は1駅と数える。
11. 1 2  ロリマー・ストリート/メトロポリタン・アベニュー駅にはホームが２組あるが、国際的に比較する際は1駅と数える。
12. 1 2  マートル-ワイコフ・アベニュース駅にはホームが2組あるが、国際的に比較する際は1駅と数える。